# حقیقت (فیلم ۱۹۹۸ هندی)
حقیقت (به هندی: Satya) فیلمی محصول سال ۱۹۹۸ و به کارگردانی رام گوپال وارما است. در این فیلم بازیگرانی همچون جی.دی چاکراوارتی، اورمیلا ماتوندکار، مانوج باجپایی، سراب شوکلا، شفالی شاه، پارش راوال، آدیتا سیرواستاو، سوشانت سینگ ایفای نقش کرده‌اند.
دنباله این فیلم حقیقت ۲ نام دارد.